# خاندان دادوی
خاندان دادوی سوادکوهی(دادو یا دائو) از خانواده‌های مهم در طبرستان بودند. این خاندان در زمان کریم‌خان زند با شکست دادن ایل قاجار، قدرت را در مازندران به دست گرفتند. از جمله مشاهیر دادوی نخستین فرد از این خاندان که توسط کریم‌خان زند لقب بیگلربیگی دریافت محمد دادوی(محمد خان دادو یا محمد خان سوادکوهی) (حاکم مازندران میان ۱۱۷۲–۱۱۸۶ قمری)، جانشین او مهدی خان دادو (میان ۱۱۸۶–۱۱۹۳ قمری)، رضاقلی خان دادو از عارفان ناصری و میرزا عباس خان دادو از شاعران عهد ناصری، را می‌توان نام برد.همچنین سپهبد ضياء فرسيو رئيس وقت دستگاه قضايي ارتش شاهنشاهي ايران که در دهه پنجاه از سوی سازمان چریک های فدایی خلق ترور شد از تیره دادو ها است.

## به قدرت رسیدن
پس از مرگ نادر، محمدحسن‌خان قاجار به مبارزه علیه زندیان پرداخت و بر سر تصرف مازندران با آنان درگیر شد. پس از گریختن محمدحسن‌خان به سمت مازندران و تعقیب او توسط طرفداران کریم‌خان زند، آقا محمد خان دادو که از کدخداهای جزء در سوادکوه بود، به لشکریان زندیه پیوست. فرمانده لشکر زندیه برای جلب توجه مردم مازندران، که اکثراً طرفدار قاجار بودند، به محمد دادو توجه کرده و به او لقب خانی داد. نهایتاً قاجار از آن‌ها شکست خورده و آغا محمد خان (قاجار)به عنوان گروگان به زندیه تحویل داده‌شد و پس از این زندیه حکومت مازندران را به خاندان دادو سوادکوهی سپردند.
محمدصادق نامی اصفهانی مورخ قرن ۱۲ عصر زندیه در تاریخ گیتی‌گشا در مورد چگونگی به قدرت رسیدن وی می‌نویسد:

محمد دادویی سوادکوهی چهل پنجاه نفر از طبریان (طبری ها) را که در آن هنگام ترقی عوامل نشین و گاو سوار بودند جمع آورده و بجانب اردوی شیخ علی خان شتافت. چون مومی الیه (فرد اشاره شده) اولین کسی بود که از مازندران به اردوی جناب شیخعلی خان رسیده از جمله سایر طبریان پیشترطریق خدمت گردیده، بجهت تالیف قلوب سایر طبریان و امیدواری جمهور اهل مازندران اورا لقب خانی داده  و محمد خان نام نهاده.

## اقدامات
از اقدامات محمدخان سوادکوهی ساخت «خندق کلباد» (به مازندرانی: جرکلباد) بود. این خندق که احتمالاً بر روی ویرانه‌های حصار فرخان کبیر ساخته شده‌بود، از مردم بهشهر و شرق مازندران در برابر حملات ترکمن‌ها دفاع می‌کرد.  همچنین مرمت مسجد فرح‌آباد به دستور کریم خان زند و توسط محمد دادوی انجام گرفت.